# Anauxesis proxima
Anauxesis proxima är en skalbaggsart som beskrevs av Stefan von Breuning 1938. Anauxesis proxima ingår i släktet Anauxesis och familjen långhorningar.
Artens utbredningsområde är Kenya. Inga underarter finns listade i Catalogue of Life.